# 月即別汗清真寺

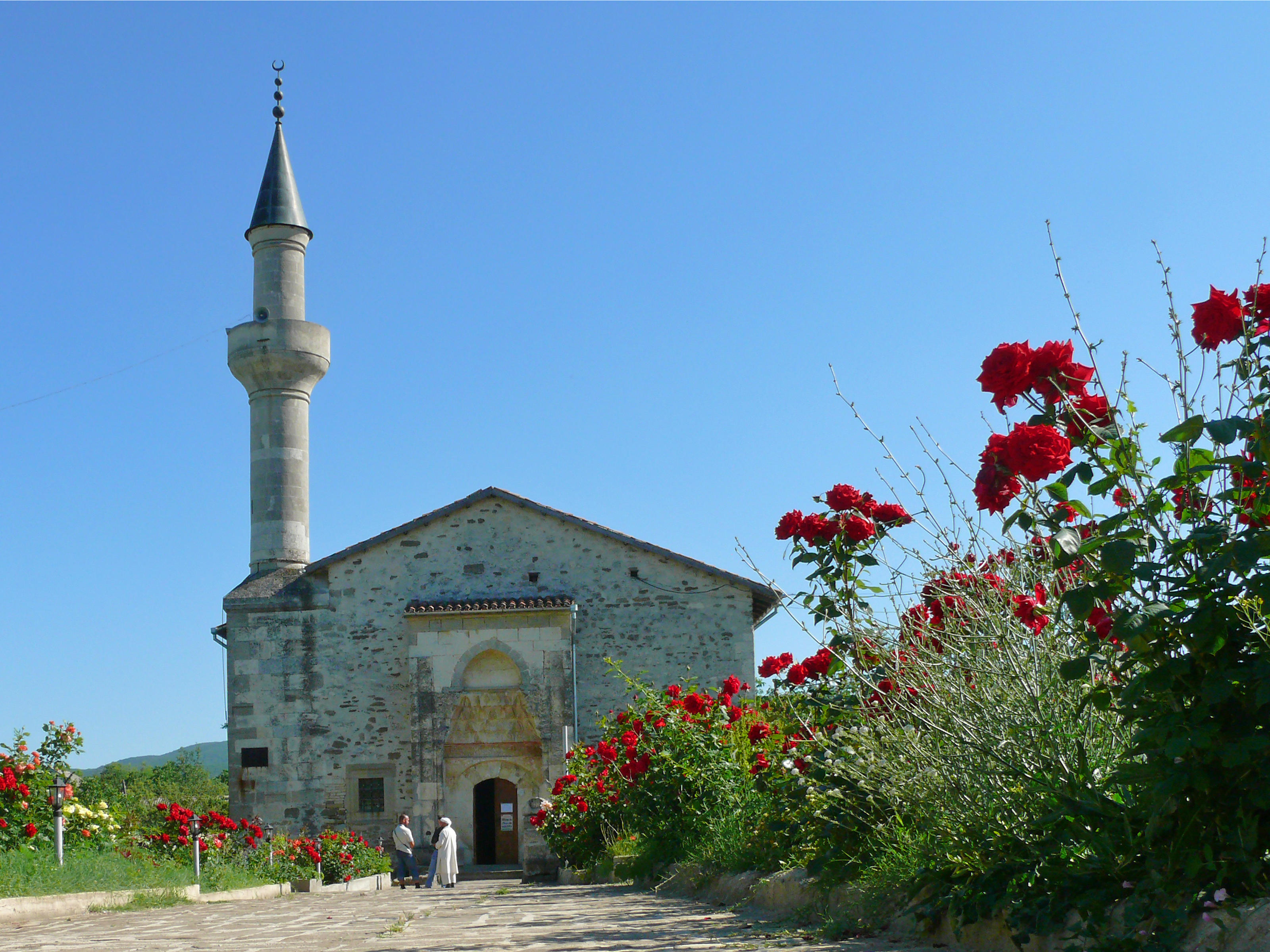
月即別汗清真寺

月即別汗清真寺，是克里米亞半島上舊克里木市的一座清真寺，是克里米亞半島最古老的清真寺，由月即別於1314年興建。

## 歷史
在金帳汗國時代，舊克里木(索哈特)是一座繁榮城市，早期的克里米亞可汗將首都設在索爾哈特，直到16世紀上半葉，首都遷至巴赫奇薩賴，索爾哈特逐漸失去了作為文化和經濟中心的重要性。
根據門戶上的銘文，這座清真寺是由建築師阿卜杜勒-阿齊茲·伊本·易卜拉欣·埃爾貝利建造的，他是伊拉克人。毗鄰清真寺南牆的伊斯蘭學校由一位富有女居民Injibek Khatun 出資建造，今天該校已成為廢墟。 
清真寺的建築特色與塞爾柱帝國時期在安納托利亞發現的建築相似。清真寺的一個獨特之處在於其帶有雕刻木門的巨大入口。
今天清真寺再次成為克里米亞韃靼人禮拜的地方。